# Nur Hossain
Noor Hossain (Bangla:নূর হোসেন) (1961-10 de noviembre de 1987) es quizás el más conocido de los mártires del movimiento contra la dictadura del general Hossain Mohammad Ershad en Bangladés.
Nur Hossain nació en Narinda, Daca, en 1961. Su padre fue un conductor de autorickshaw. Hosain tuvo que dejar la escuela cuando cursaba el octavo grado y fue entrenado como conductor. Él también fue un activista del partido de oposición Liga Awami.
El 10 de noviembre de 1987, durante el programa de bloqueo de Daca, Nur Hossain pintó su pecho y espalda con el eslogan "স্বৈরাচার নিপাত যাক, গণতন্ত্র মুক্তি পাক" (transliterado como: "Sairachar nipat jak, Ganatantra mukti pak", y traducido como: "Abajo la autocracia, permitan que se establezca la democracia"). En este bloqueo la policía le disparó y asesinó. Una fotografía de Nur Hossain en la que aparece de espaldas fue tomada poco antes de su muerte, se convirtió en un importante ícono para la lucha por la democracia en Bangladés.
Los múltiples movimientos masivos ocasionaron que Hossain Mohammad Ershad renunciara en diciembre de 1990.